# Ruseni (gmina Poiana Teiului)
Ruseni – wieś w Rumunii, w okręgu Neamț, w gminie Poiana Teiului. W 2011 roku liczyła 108 mieszkańców.